# Mors (Dinamarca)
Mors, antiguamente Morsø, es una isla de Dinamarca, ubicada en el Limfjorden, entre Salling y Thy. Ocupa un área de 363,3 km² y alberga una población de 19.675 habitantes (2006). La isla es además un municipio de la región de Jutlandia Septentrional.

## Localidades
| Localidades más pobladas de Morsø |               |                  |
| N.º                               | Localidad     | Población (2012) |
| 1                                 | Nykøbing Mors | 9.222            |
| 2                                 | Øster Jølby   | 636              |
| 3                                 | Sundby        | 498              |
| 4                                 | Vils          | 480              |
| 5                                 | Erslev        | 417              |
| 6                                 | Sejerslev     | 356              |
| 7                                 | Karby         | 274              |
| 8                                 | Frøslev       | 269              |
| 9                                 | Tødsø         | 255              |
| 10                                | Redsted       | 248              |

## Evolución de la población
La isla alcanzó una población máxima en los años 50. Desde entonces, su número ha ido disminuyendo.
- 1901 - 22.237
- 1906 - 23.087
- 1911 - 24.270
- 1916 - 25.258
- 1921 - 26.269
- 1925 -	26.539
- 1930 -	26.059
- 1935 - 26.162
- 1940 -	26.261
- 1945 - 26.883
- 1950 -	27.116
- 1955 - 27.263
- 1960 - 26.766
- 1965 -	25.739
- 1970 - 25.029
- 1976 - 24.596
- 1981 - 24.540
- 1986 - 24.087
- 1990 - 23.774
- 1995 - 23.142
- 1998 - 23.028
- 1999 - 23.001
- 2000 - 22.957
- 2001 - 22.778
- 2002 - 22.638
- 2003 - 22.641
- 2004 - 22.604
- 2005 - 22.441
- 2006 - 19.675